# Robert Maxwell, 6. Lord Maxwell
Robert Maxwell, 6. Lord Maxwell (* um 1550; † um 1554 in Hills bei Dumfries), war ein schottischer Adliger.

## Leben
Er war der ältere Sohn des Robert Maxwell, 5. Lord Maxwell aus dessen Ehe mit Lady Beatrix Douglas, Tochter des James Douglas, 3. Earl of Morton.
Er war noch minderjährig, als er beim Tod seines Vaters 1552 dessen Titel als 6. Lord Maxwell erbte. Er starb noch im Kleinkindalter, zwischen dem 21. Dezember 1553 und dem 26. Januar 1555, woraufhin sein jüngerer, postum geborener Bruder John (1553–1593) seinen Titel erbte.